# أمانيت فالوسياني
الأمانيت شبيه الالفالوسي أو الأمانيت شبه قضيبي أو الأمانيت الفالوسياني أو قبعة الموت أو فطر هيش غراب القبعة المميت هو نوع من الفطريات الدعامية السامة المميتة، ينتمي إلى جنس الأمانيت الذي تشيع فيه الفطور السامة. ينتشر هذا النوع في أنحاء القارة الأوروبية، حيث يعيش كجذر فطري متكافل مع العديد من أنواع الأشجار عريضة الأوراق. وفي بعض الحالات استقدمه البشر إلى مناطق جديدة خطأ بسبب زراعتهم فيها أشجار السنديان والكستناء والصنوبر. يظهر جسم الفطر الكبير (عيش الغراب) في فصلي الصيف والخريف، ويغلب على رأسه أن يكون مخضر اللون تتخلَّله بقع بيضاء.
يشبه هذا الفطر السام في شكله الكثير من الفطور القابلة للأكل، مثل فطر القيصر وفطر القش، لذلك من الشائع أن يأكله البشر، ممَّا يتسبب بخطر التسمم في أحيان كثيرة، إذ أن الأمانيتا فالويدز هو أحد أكثر فطور عيش الغراب المعروفة سمية، ويتسبَّب بغالبية وفيات التسمم بالفطور. وقد تشمل الوفيات التاريخية التي سبَّبها الإمبراطور الروماني كلوديوس والإمبراطور الروماني المقدس كارل السادس. حيث أن فيه سماً يصيب الكبد والكلية، وقد يؤدي إلى مضاعفات كبيرة. جرت الكثير من البحوث حول هذا الفطر وتمت دراسته بإسهاب وتعديله وراثياً في المعامل.